# Willy Lardon
Willy Lardon (ur. 2 maja 1916 w Moutier, zm. 14 lipca 1994 tamże) – szwajcarski zapaśnik walczący w stylu wolnym. Dwukrotny olimpijczyk. Zajął dziewiąte miejsce w Londynie 1948 i Helsinkach 1952. Startował w kategorii 87 kg – plus 87 kg.
Wicemistrz Europy w 1937 i 1946. Czwarty na mistrzostwach świata w 1951 roku.

## Letnie Igrzyska Olimpijskie 1948
| Konkurencja       | Rundy eliminacyjne  | Rundy eliminacyjne | Klas. końcowa |
| Konkurencja       | Przeciwnik I        | Przeciwnik II      | Miejsce       |
| ----------------- | ------------------- | ------------------ | ------------- |
| +87 kg styl wolny | Gyula Bóbis (HUN) P | Sadık Esen (TUR) P | 9.            |

## Letnie Igrzyska Olimpijskie 1952
| Konkurencja      | Rundy eliminacyjne  | Rundy eliminacyjne       | Klas. końcowa |
| Konkurencja      | Przeciwnik I        | Przeciwnik II            | Miejsce       |
| ---------------- | ------------------- | ------------------------ | ------------- |
| 87 kg styl wolny | Bob Steckle (CAN) Z | Henry Wittenberg (USA) P | 9.            |